# Acmaeodera retifera
Acmaeodera retifera är en skalbaggsart som beskrevs av Leconte 1859. Acmaeodera retifera ingår i släktet Acmaeodera och familjen praktbaggar. Inga underarter finns listade i Catalogue of Life.